# Ganale Dorya
La Ganale Dorya ou Ganale Doria est une rivière du sud-est de l'Éthiopie. Elle naît dans les montagnes à l'est de Aleta Wendo puis coule vers le sud-est pour former le Jubba en confluant avec la Dawa.

## Traduction
- (de) Cet article est partiellement ou en totalité issu de l’article de Wikipédia en allemand intitulé « Ganale » (voir la liste des auteurs).